# Vermines
Pour plus de détails, voir Fiche technique et Distribution.
Vermines est un film d'horreur français réalisé par Sébastien Vaniček et sorti en 2023. Il s'agit de son premier long métrage.
Le film suit Kaleb, qui vit dans une tour d'habitation de banlieue parisienne. En conflit avec son meilleur ami et sa sœur, il traverse une période de solitude. Passionné d'animaux exotiques, il fait l'acquisition d'une araignée venimeuse qui va échapper à sa vigilance et propager son espèce dans tout l'immeuble. Placés à l'isolement, les habitants doivent faire face à des araignées dont la taille s'accroît.

## Synopsis
Dans un désert nord-africain, des hommes arrivent en voiture près d’un champ de pierres, équipés pour une chasse spéciale : ils vont débusquer des araignées dans leurs nids. Alors qu’un des autochtones découvre un nid sous une pierre, il appelle ses collègues qui accourent pour vider le nid à la manière des chasseurs débusquant un renard de son terrier : en l’enfumant. Alors que l’opération est un succès, il se fait attaquer par l’une des araignées, tandis que les autres tentent de s’enfuir. Les autres chercheurs ont le temps d'attraper toutes les araignées, avant de tuer le dénicheur qui se tord de douleur.
Plusieurs plans montrent alors le voyage d’une des araignées à travers le générique d’ouverture du film jusqu’à une étagère. On fait alors la connaissance de Kaleb, jeune banlieusard qui cherche un cadeau à offrir à une fille. Alors qu’il tente de marchander avec le gérant de la supérette qu’il semble connaître, il lui fait part de son business de revente de chaussures de marque. Les deux hommes ont une brève discussion, puis le gérant l’invite dans l’arrière boutique. Là, il lui vend une paire de boucles d’oreilles, mais Kaleb semble attiré par le trafic de bestioles que recèle le gérant, et son regard s’arrête sur une araignée, dans une boîte en plastique, que l'on suppose être une des araignées débusquées dans le désert. Le gérant le prévient de la dangerosité de l’animal, mais Kaleb insiste et achète finalement les boucles ainsi que l’araignée, fasciné.
Par la suite, Kaleb rentre chez lui, dans un bâtiment d'une vaste cité monumentale. On fait ainsi la connaissance de plusieurs de ses voisins et cohabitants (la concierge, sa sœur Manon, son ami Mathis, etc), et Kaleb apparaît comme un jeune homme honnête et désireux de faire les choses bien, malgré son fort caractère. L’appartement où vivent Kaleb et sa sœur est tout aussi miteux que le reste de l’immeuble, mais malgré tout Kaleb conserve ses précieuses bestioles dans sa chambre ; il a une passion pour les reptiles et autres créatures insectoïdes. On aperçoit sur sa table de nuit une photo de lui plus jeune et d’un autre garçon visitant un reptilarium : c’est son ancien meilleur ami Jordy, avec qui il avait prévu d’ouvrir un vivarium pour les jeunes de leur quartier, mais à la suite d'un conflit, les deux garçons se sont séparés.
Ensuite, à travers des scènes de vie, on découvre que Kaleb et Manon sont orphelins : leur mère est récemment décédée, et tandis que Kaleb veut racheter leur appartement grâce à ses reventes de baskets de marque, Manon tient à revendre l’appartement et le rénove en attendant d’avoir un acheteur. Les deux sont aussi en conflit permanent. Kaleb décide d’aller prendre l’air, non sans sortir discrètement l’araignée de sa boîte en plastique et de la placer dans une boîte à chaussures. Il passe rapidement offrir les boucles à une de ses voisines qui est sur le point de déménager et reste faire la fête quelque temps avec son ami Mathis. Pendant ce temps, l’araignée parvient à s’échapper de la boîte à chaussures, et se cache dans un endroit précis, qui lui permettra de sortir de l’appartement, et de se reproduire dans tout l’immeuble. Commence alors une longue période de cauchemar pour Kaleb, qui va découvrir l’évasion de son araignée, et malgré ses tentatives de réparer cette erreur, va voir sa vie chaotique basculer à tout jamais…

## Fiche technique
Sauf indication contraire, les informations mentionnées dans cette section peuvent être confirmées par les bases de données cinématographiques IMDb et Allociné,  présentes dans la section « Liens externes ».
- Titre français : Vermines
- Titre international : Infected
- Réalisation : Sébastien Vaniček
- Scénario : Sébastien Vaniček et Florent Bernard
- Musique : Douglas Cavanna et Xavier Caux
- Décors : Arnaud Bouniort
- Costumes : Marlène Hervé, Marie-Lola Terver
- Photographie : Alex Jamin
- Son : César Mamoudy
- Montage : Nassim Gordji Tehrani
- Production : Harry Tordjman
- Société de production : My Box Films, en association avec 5 SOFICA
- Société de distribution : Tandem (France)
- Budget : 5 millions d'euros
- Pays de production :  France
- Langue originale : français
- Format : couleur — 2,39:1 — son 5.1
- Genre : horreur
- Durée : 103 minutes
- Dates de sortie :
  - Italie : 7 septembre 2023 (Semaine de la critique de la Mostra de Venise 2023[2])
  - France : 16 septembre 2023 (L'Étrange Festival)[3] ; 27 décembre 2023 (sortie nationale)
- Classification :
  - France : interdit aux moins de 12 ans

## Distribution
Sauf indication contraire, les informations mentionnées dans cette section peuvent être confirmées par la base de données cinématographiques Allociné,  présente dans la section « Liens externes ».
- Théo Christine : Kaleb
- Sofia Lesaffre : Lila
- Jérôme Niel : Mathys
- Lisa Nyarko : Manon
- Finnegan Oldfield : Jordy
- Marie-Philomène Nga : Claudia
- Ike Zacsongo-Joseph : Toumani
- Emmanuel Bonami : Gilles
- Abdallah Moundy : Benzaouï
- Mahamadou Sangaré : Moussa
- Xing Xing Cheng : Madame Zhao
- Malik Amraoui : le lieutenant

## Production
Le réalisateur Sébastien Vaniček annonce le 16 janvier 2022 le début du tournage de son premier long métrage, Vermines, en Seine-Saint-Denis. Le tournage est prévu pour durer jusqu'au 3 mars 2022. Le décor de la cité est celui des arènes de Picasso à Noisy-le-Grand.

## Accueil
Le film est présenté en avant-première mondiale en clôture de la semaine de la critique de Venise, en parallèle de la Mostra de Venise 2023, où il bénéficie de critiques majoritairement positives. Le site web spécialisé Abus de ciné décrit un film « d'une redoutable efficacité », « ne lésinant pas sur les mouvements brusques, un montage serré ou la caméra portée, et osant même quelques plans marquants » et « se terminant en apothéose ».
Stephen King, célèbre écrivain et maître du genre de l'horreur, a expressément loué le film en le qualifiant d'effrayant, dégoûtant et bien fait.

## Distinctions

### Nominations
- César 2024[7] :
  - Meilleurs effets visuels
  - Meilleur premier film